# Xishi Jiao
Xishi Jiao (chinesisch 西施角 ‚Xi-Shi-Spitze‘) ist eine Landspitze an der Ingrid-Christensen-Küste des ostantarktischen Prinzessin-Elisabeth-Lands. Sie liegt auf der Ostseite der Basis der Landspitze Brattnevet und markiert die westliche Begrenzung einer kleinen, bislang unbenannten Bucht.
Chinesische Wissenschaftler benannten sie 1992.